# 旅立ちの鐘
『旅立ちの鐘』（たびだちのかね）、20th Centuryの配信限定シングル。

## 解説
2024年4月4日に配信リリースされた。

## 収録曲
1. 旅立ちの鐘
作詞・作曲：高見沢俊彦、編曲：高見沢俊彦 with 鎌田雅人[4]
  - 井ノ原快彦主演 テレビ朝日系ドラマ『特捜9 season 7』主題歌